# Czesław Wasilewski

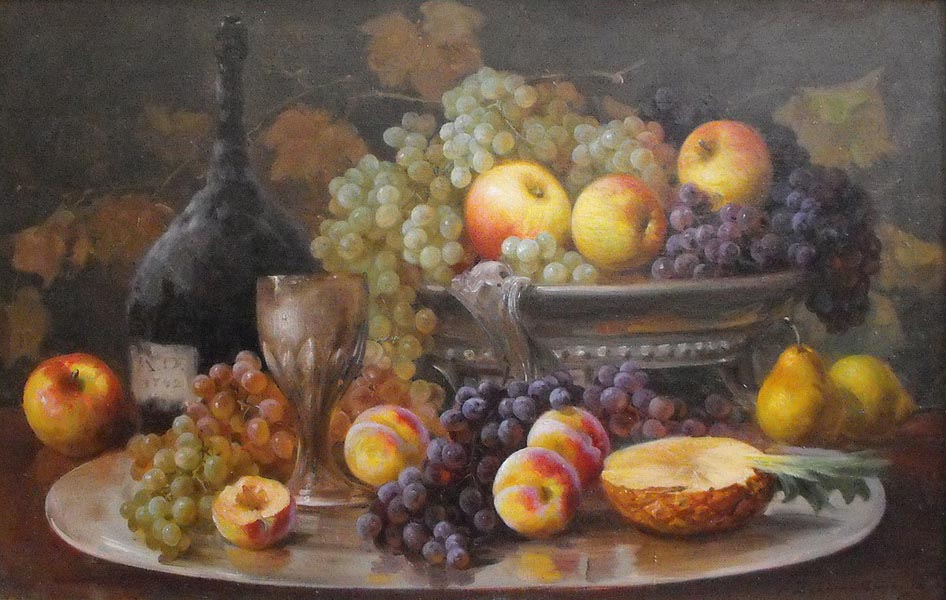
Martwa natura w typie holenderskim, 1939, własność prywatna

Czesław Wasilewski, znany również jako Ignacy Zygmuntowicz (ur. 1875 w Warszawie, zm. 30 czerwca 1947 w Łodzi) – polski malarz.
Kunsztu malarskiego nauczył się sam, w 1911 zapisał się na studia w warszawskiej Szkole Sztuk Pięknych, ale nie istnieją żadne dowody na to, że studiował. Jeśli tak mogło się zdarzyć to studiowałby do około 1917 i byłby prawdopodobnie studentem Wojciecha Kossaka. Przypuszczenia te krytycy tłumaczyli faktem, że na początku lat 20. XX wieku Czesław Wasilewski przygotowywał tak zwane podmalówki dla Kossaka. 

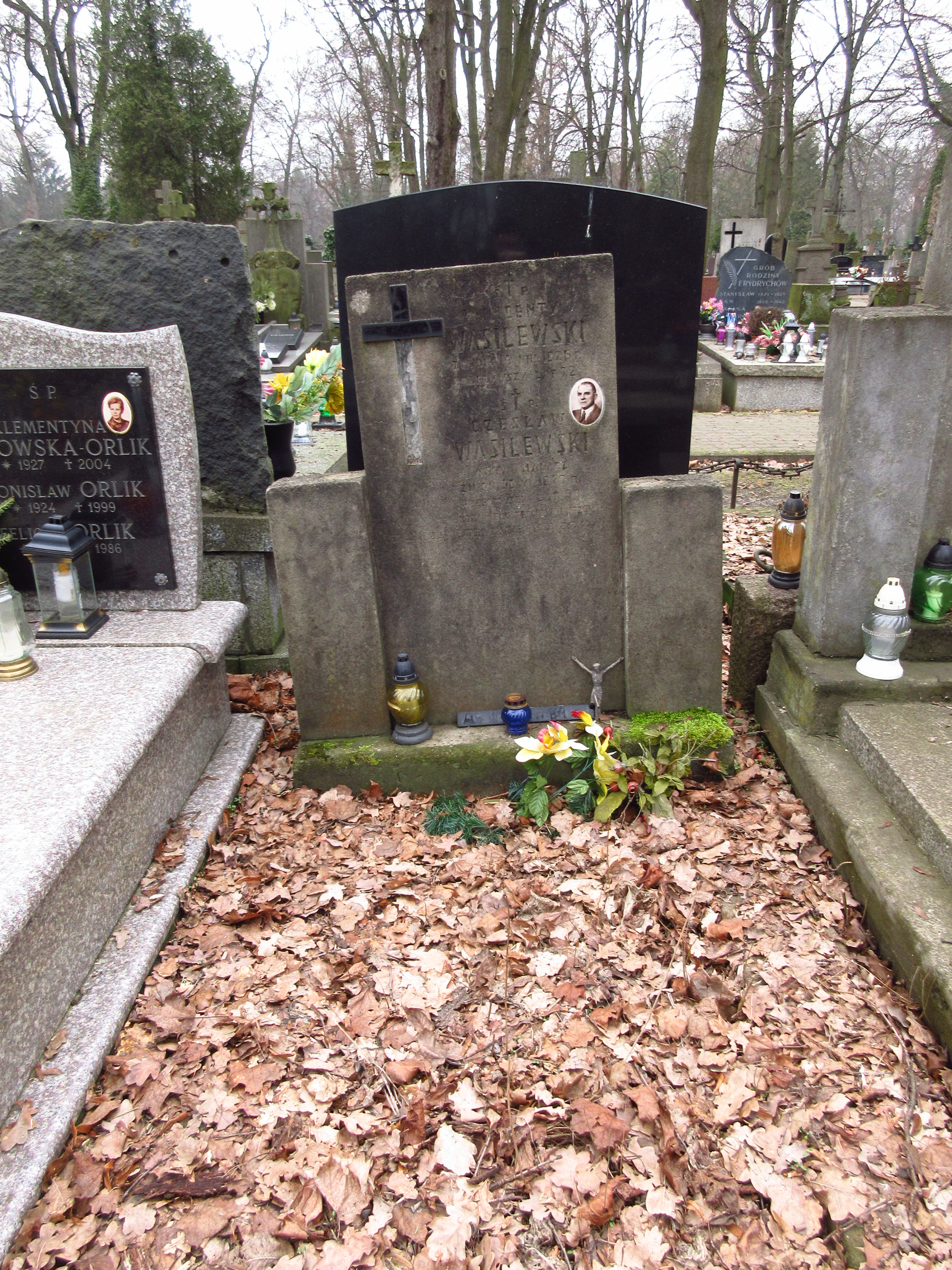
Grób Czesława Wasilewskiego na Cmentarzu Bródnowskim.

Wasilewski mieszkał i tworzył w Warszawie, a jego twórczość nie była biernym kopiowaniem, miał swój własny styl, a jego prace potwierdzały twórczą indywidualność. Malował najczęściej sceny polowań, zaprzęgów, kuligów, zwierząt w lesie oraz batalistyczne. Dużo rzadziej malował kwiaty i martwe natury. W swoich obrazach nawiązywał do twórczości takich artystów jak między innymi Józef Brandt, Józef Chełmoński czy Alfred Wierusz-Kowalski. Wielokrotnie uczestniczył w krajowych wystawach malarstwa między innymi w Lublinie, Katowicach, Częstochowie, Gdyni i Poznaniu oraz wystawiał swoje dzieła w Towarzystwie Zachęty Sztuk Pięknych w Warszawie. 
Po 1930 zaczął swoje prace podpisywać nazwiskiem „Zygmuntowicz” oraz literą I. lub F. (Ignacy lub Franciszek?). 
Obrazy Czesława Wasilewskiego znajdują się w kolekcjach Muzeum Narodowego w Warszawie, oraz muzeach regionalnych w Łańcucie, Łodzi i Lesznie a także w Muzeum Łowiectwa i Jeździectwa w Łazienkach Królewskich. 
Pochowany został 4 lipca 1947 na cmentarzu Bródnowskim w Warszawie (kwatera 19B-5-5).